# Aemocia farinosa
Aemocia farinosa es una especie de escarabajo longicornio del género Aemocia, tribu Mesosini, familia Cerambycidae. Fue descrita científicamente por Pascoe en 1865.
Se distribuye por Indonesia, en las islas Molucas. Mide 20 milímetros de longitud.